# فئودور آتکین
فئودور آتکین (فرانسوی: Féodor Atkine‎؛ زادهٔ ۲۷ فوریهٔ ۱۹۴۸) بازیگر اهل فرانسه است. وی از سال ۱۹۷۲ میلادی تاکنون مشغول فعالیت بوده‌است.
از فیلم‌ها یا برنامه‌های تلویزیونی که وی در آن نقش داشته است، می‌توان به بانو، شارپ، اسکندر، کد مجهول، هنری و جون، ال‌دورادو، کفش پاشنه‌بلند، رونین، روز شغال، عشق و مرگ، انیگما، بابی دیرفیلد، درود بر مریم مقدس، ارنست و سلستین، سایه یک شک، اتصال، بازگشت قهرمان و وتل اشاره کرد.